# Republican Voters Against Trump
Republican Voters Against Trump (RVAT, en français « Les électeurs républicains contre Trump ») est une initiative politique lancée en mai 2020 par Defending Democracy Together (en) pour l'élection présidentielle américaine de 2020. Le projet a été formé pour produire une campagne publicitaire de 10 millions de dollars axée sur 100 témoignages de Républicains, de conservateurs, de modérés, d'électeurs indépendants de droite et d'anciens électeurs de Donald Trump expliquant pourquoi ils ne voteraient pas pour lui en 2020  . En août 2020, ils avaient recueilli 500 témoignages. La chroniqueuse conservatrice Jennifer Rubin a qualifié ces articles de « parmi les meilleures publicités pro-Biden ». 
La campagne de publicité cible les électeurs blancs éduqués des banlieues de Pennsylvanie, du Wisconsin, du Michigan, de Floride, de Caroline du Nord et d'Arizona. Paul Waldman, écrivant pour le Washington Post, a comparé la campagne à une publicité similaire de Lyndon Johnson en 1964 intitulée Confessions d'un Républicain donnant aux Républicains la « permission » de voter contre Barry Goldwater à l'élection présidentielle de 1964. 
L'espace publicitaire acheté sur les réseaux sociaux et Fox News, la chaine d'information américaine conservatrice, devait commencer la première semaine de juin 2020. En août 2020, l'ancien haut responsable de l'administration Trump, Miles Taylor, a filmé un spot, qualifiant Trump de « dangereux » et disant: « Ce que nous avons vu semaine après semaine, pour moi, après deux ans et demi dans cette administration, était terrifiant. Nous allions essayer de lui parler d'un problème de sécurité nationale urgent - cyberattaque, menace terroriste - il n'était pas intéressé par ces choses. Pour lui, ce n'étaient pas des priorités ». Une publicité produite par RVAT présentant les descriptions de Trump de la pandémie de coronavirus devrait être diffusée en même temps que la Convention nationale républicaine en Arizona, au Michigan, au Wisconsin, en Caroline du Nord, en Floride et en Pennsylvanie. 
Parmi les organisateurs, on trouve la stratège politique républicaine Sarah Longwell (en), l'écrivain conservateur Bill Kristol et l'ancien assistant de Jeb Bush Tim Miller.  Le Philadelphia Inquirer a déclaré que le groupe « menait une guérilla au sein du GOP. »